# Dictyna albovittata
Dictyna albovittata là một loài nhện trong họ Dictynidae.
Loài này thuộc chi Dictyna. Dictyna albovittata được Eugen von Keyserling miêu tả năm 1881.